# 串木野たんぼ
串木野 たんぼ（くしきの たんぼ）は、日本のライトノベル作家である。

## 概要
中学校・高校時代に神坂一のライトノベル『スレイヤーズ』、秋田禎信のライトノベル『魔術士オーフェン』、星野亮のライトノベル『ザ・サード』などの作品に触れ、高校時代に所属していた文芸部ではオリジナルのファンタジー系小説を連載していた。2001年頃に『真・三國無双』の二次創作に触れたことから二次創作に没頭し始めた。2010年頃からオリジナル作品に手を出し始め、2017年に受賞するまでにファンタジア大賞や電撃小説大賞などを始めとしたライトノベルの賞に7・8作品ほど投稿したと話している。2017年の第9回GA文庫大賞で『犬が星をみる話』が優秀賞を受賞し、後に同作は『キングメイカー! -戦野の隅の大英雄-』へと改題、デビューした。自身のデビュー作『キングメイカー! -戦野の隅の大英雄-』に影響を与えた作品として『THE IDOLM@STER』『異界戦記カオスフレア』を挙げている。

## 作品一覧
- 『キングメイカー!』（イラスト: 柴乃櫂人、GA文庫〈SBクリエイティブ〉）[7]
- 『七代勇者は謝れない』（イラスト: かれい、GA文庫〈SBクリエイティブ〉）[8]
- 『泥酔彼女』（イラスト: 加川壱互、GA文庫〈SBクリエイティブ〉）[9]